# Thales (cratère)
Thales est un cratère d'impact situé au nord-est de la face visible de la Lune. Il est situé à l'extrémité orientale de la Mare Frigoris. Au sud, se trouve le cratère De La Rue et à l'est le cratère Strabo. Les parois intérieurs sont en terrasses Le contour a un albédo très clair.
En 1935, l'union astronomique internationale a donné le nom du mathématicien et astronome Grèce antique, Thalès à ce cratère lunaire.

## Cratères satellites

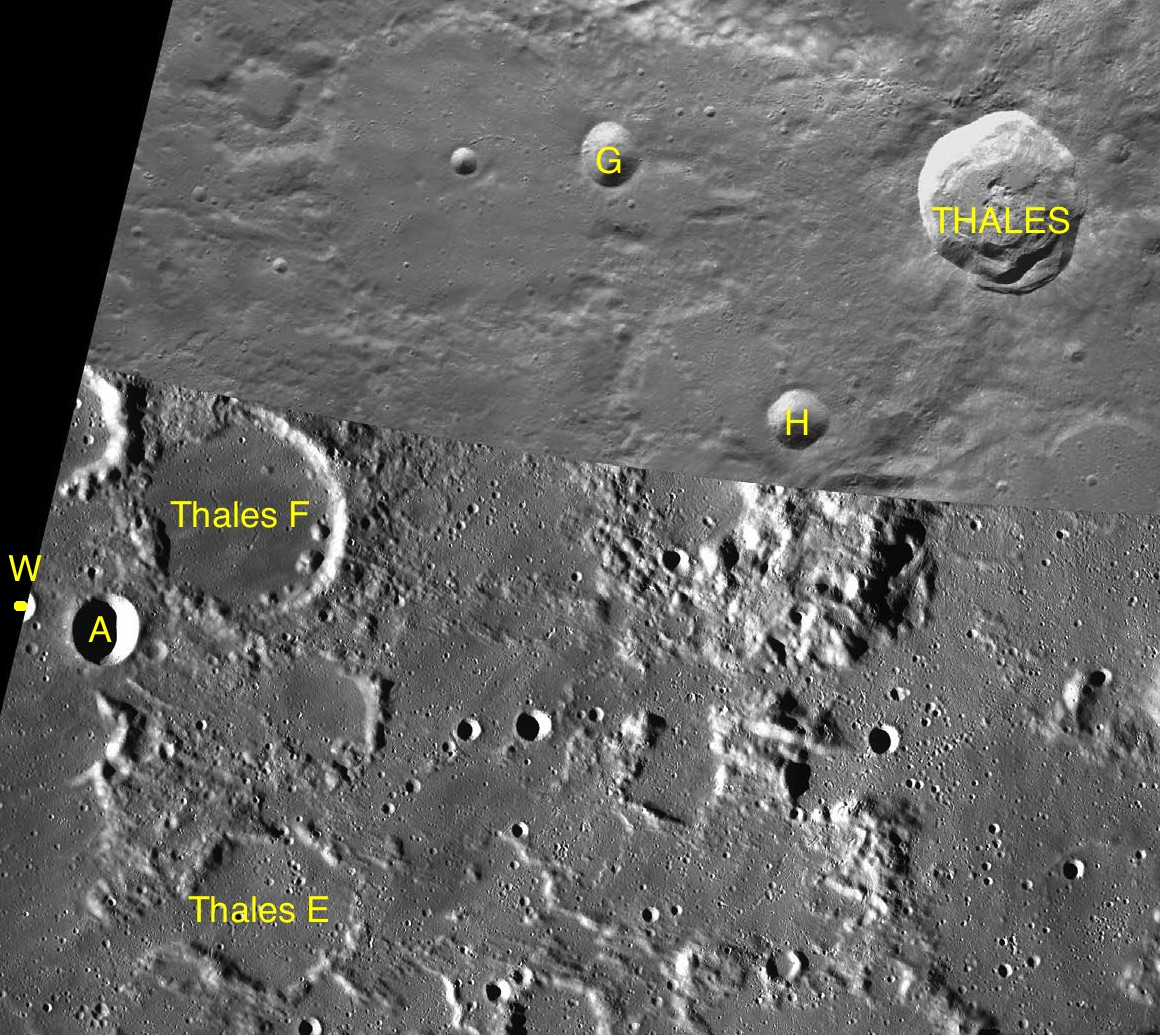
Carte des cratères satellites de Thales.

Les cratères dit satellites sont de petits cratères craterlets situés à proximité du cratère principal, ils sont nommés du même nom mais accompagné d'une lettre majuscule complémentaire (même si la formation de ces cratères est indépendante de la formation du cratère principal). Par convention ces caractéristiques sont indiquées sur les cartes lunaires en plaçant la lettre sur le point le plus proche du cratère principal.
| Thales | Latitude | Longitude | Diamètre |
| ------ | -------- | --------- | -------- |
| A      | 58.5° N  | 40.8° E   | 12 km    |
| E      | 57.2° N  | 43.2° E   | 29 km    |
| F      | 59.4° N  | 42.1° E   | 37 km    |
| G      | 61.6° N  | 45.3° E   | 12 km    |
| H      | 60.3° N  | 48.0° E   | 10 km    |
| W      | 58.5° N  | 39.8° E   | 6 km     |